# Nikyup
Nikyup (en bulgare Никюп) est un village du nord de la Bulgarie. Il est situé dans la municipalité (obchtina) de Veliko Tarnovo, dans l'oblast de Veliko Tarnovo. La maire du village est Jordanka Atanasova.
Il est connu pour la colonie romaine de Nicopolis ad Istrum et son Festival de la pastèque qui a lieu le premier samedi d'août.
Nikyup est jumelé depuis mai 2019 avec le village de Hondouville dans l'Eure en Normandie.